# Kgalagadi (Botswana)
Kgalagadi is het zuidwestelijke district van Botswana. Het grenst in het westen aan buurland Namibië en in het zuiden aan Zuid-Afrika. In het noorden grenst Kgalagadi aan het districten Ghanzi en in het zuiden aan Kweneng en aan Southern. De hoofdplaats is Tshabong. Een groot deel van het district wordt ingenomen door de Kalahari-halfwoestijn. Het Kgalagadi Transfrontier Park beslaat ongeveer een derde van Kgalagadi en ligt ten dele ook in Zuid-Afrika.

## Subdistricten

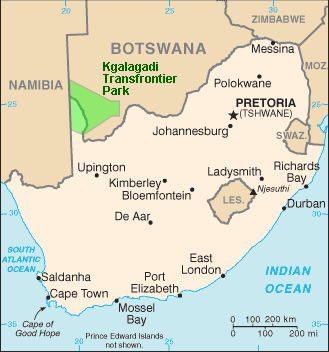
Kaart van het Kgalagadi Transfrontier Park.

- Kgalagadi North
- Kgalagadi South

Central · Ghanzi · Kgalagadi · Kgatleng · Kweneng · North-East · North-West · South-East · Southern